# كادي ماكلاين
كادي ماكلاين (بالإنجليزية: Cady McClain)‏ هي ممثلة أمريكية، ولدت في 13 أكتوبر 1969 في الولايات المتحدة.

## وصلات خارجية
- كادي ماكلاين على موقع IMDb (الإنجليزية)
- كادي ماكلاين على موقع ألو سيني (الفرنسية)
- كادي ماكلاين على موقع أول موفي (الإنجليزية)
- كادي ماكلاين على موقع قاعدة بيانات الفيلم (الإنجليزية)
- كادي ماكلاين على موقع كينوبويسك (الروسية)